# Kenai
Kenai är en stad (city) i Kenai Peninsula Borough i delstaten Alaska i USA. Staden är belägen i södra delen av delstaten vid Kenai Rivers utlopp i Cook Inlet, cirka 105 kilometer sydväst om delstatens största stad Anchorage. Kenai hade 7 424 invånare, på en yta av 93,15 km² (2020).